# Lucio Corsi
Lucio Corsi (* 15. října 1993 Grosseto) je italský zpěvák a textař. Narodil se a vyrůstal v toskánském regionu Maremma, jeho tvorba je známá svou kombinací glam rocku, surrealistických textů a pohádkových témat.
S nahráváním prvních písní začal již v mladém věku, po střední škole se přestěhoval do Milána, aby se své kariéře mohl věnovat naplno. Vydal zde svá debutová EP Vetulonia Dakar a Altalena Boy. V roce 2017 vydal Corsi koncepční album Bestiario musicale věnované zvířatům jeho rodné oblasti Maremmy a získal si uznání jako předskokan významných italských umělců. V roce 2019 podepsal smlouvu s vydavatelstvím Sugar Music. V roce 2020 vydal album Cosa faremo da grandi?, následované alby La gente che sogna (2023) a Volevo essere un duro (2025). V roce 2025 se zúčastnil hudebního festivalu Sanremo Music Festival 2025 se svou písní „Volevo essere un duro“ a skončil na druhém místě. Následně se s touto písní stal reprezentantem Itálie v soutěži Eurovision Song Contest 2025, kde skončil na pátém místě s 256 body.
Kromě své hudební kariéry se Corsi objevil v módních kampaních značky Gucci a účastnil se italských televizních pořadů, jako L'assedio, či seriálu Vita da Carlo od Carla Verdoneho. Získal několik ocenění, včetně ceny MEI pro nejlepšího nezávislého umělce a ceny kritiků „Mia Martini“.

## Mládí a vzdělání
Lucio Corsi se narodil roku 1993 v Grossetu a vyrůstal na statku ve Val di Campo poblíž Vetulonie. Jeho rodina provozuje restauraci v nedaleké obci Macchiascandone. Jeho matka Nicoletta Rabiti je malířkou, zatímco otec Marco vystřídal různá zaměstnání – pracoval mimo jiné jako technik u společnosti Rai, zedník, nebo řemeslník v kožedělném průmyslu.
Corsi začal skládat své první písně již v mládí, uvedl, že vášeň pro hudbu v něm vzbudilo sledování filmu The Blues Brothers. Od roku 2011 vystupuje na různých místních scénách a veřejných prostranstvích ve svém rodném městě. Zpočátku byl ovlivněn experimentálním stylem britské skupiny Genesis z éry Petera Gabriela a skládal instrumentální skladby v duchu progresivního rocku, později se však přiklonil k písničkářskému stylu inspirovanému umělci jako Flavio Giurato a Ivan Graziani.
V roce 2012 úspěšně absolvoval vědecké lyceum „Guglielmo Marconi“ v Grossetu.

## Kariéra

### 2013–2016: Debut
Po skončení studií se Corsi přestěhoval do Milána, aby se naplno věnoval hudební kariéře. Nejprve bydlel poblíž kanálu Naviglia Pavese, poté na ulici Via Ripamonti a nakonec ve čtvrti Niguarda.
29. dubna 2014 vydal své debutové EP s názvem Vetulonia Dakar, obsahující pět skladeb. Dne 7. června vystoupil s písní „Le api“ na festivalu MI AMI a 17. srpna předskakoval skupině Stadio při závěrečném večeru na festivalu Festambiente. V tomto období se seznámil s Federicem Dragognou ze skupiny Ministri, se kterým produkoval své druhé EP Altalena Boy. Rovněž se spřátelil s Matteem Zanobinim, spolupracovníkem zpěváka Brunoriho Sase, který jej představil vydavatelství Picicca Dischi.
Corsiho debutové album Altalena Boy/Vetulonia Dakar, které spojilo obě dříve vydaná EP, vyšlo 16. ledna 2015 u vydavatelství Picicca Dischi a bylo distribuováno společností Sony Music. Album získalo příznivé ohlasy kritiků, oceněno bylo pro svůj glam rockový styl a surrealistické texty.

### 2017–2018:Bestiario musicale
27. ledna 2017 vydal Corsi své první studiové album Bestiario musicale, opět pod hlavičkou vydavatelství Picicca Dischi. Jednalo se o koncepční album s pohádkovou tematikou, které obsahuje osm skladeb, z nichž každá je věnována jednomu zvířeti pocházejícímu z jeho rodného kraje Maremma.
V průběhu roku 2017 předskakoval skupině Baustelle a Brunorimu Sasovi během jejich divadelních turné, přičemž navázal přátelství se zpěvákem a textařem Francescem Bianconim. Společně s ním byl vybrán jako model pro kampaň Gucci Cruise 2018 a následně se dne 29. května zúčastnil módní přehlídky v Palazzo Pitti ve Florencii. Na podzim téhož roku se zapojil i do projektu Roman Rhapsody, který kurátorsky vedli kreativní ředitel Alessandro Michele a fotograf Mick Rock. V témže roce se stal jedním z osmi finalistů 28. ročníku hudební soutěže Musicultura s písní „Altalena Boy“, se kterou vystoupil 23. června v aréně Sferisterio v Maceratě. Obdržel též cenu MEI – Nejlepší vycházející umělec na události MEI Special Millennials pořádané v Římě.
V říjnu 2018 se zúčastnil národní hudební akce When Mediterranean Meets the Gulf: Words and Notes, která se konala v Abú Zabí a Kuvajtu. Po boku zpěváků Margherity Vicario, Nicolò Carnesiho, Dimartina a Fabrizia Cammaraty vystoupil na akci organizované za podpory tamních velvyslanectví a Ministerstva zahraničních věcí v rámci přeshraniční spolupráce Itálie.

### 2019–2023:Cosa faremo da grandi?aLa gente che sogna
V roce 2019 podepsal smlouvu s hudebním vydavatelstvím Sugar Music a 25. října téhož roku vydal nový singl „Cosa faremo da grandi?“, který se stal jak jeho pilotním singlem, tak titulní skladbou jeho druhého alba. Druhý singl „Freccia Bianca“ vyšel 9. ledna 2020 a vydání samotného alba Cosa faremo da grandi? následovalo 17. ledna. Produkce se ujali Francesco Bianconi a Antonio Cupertino.

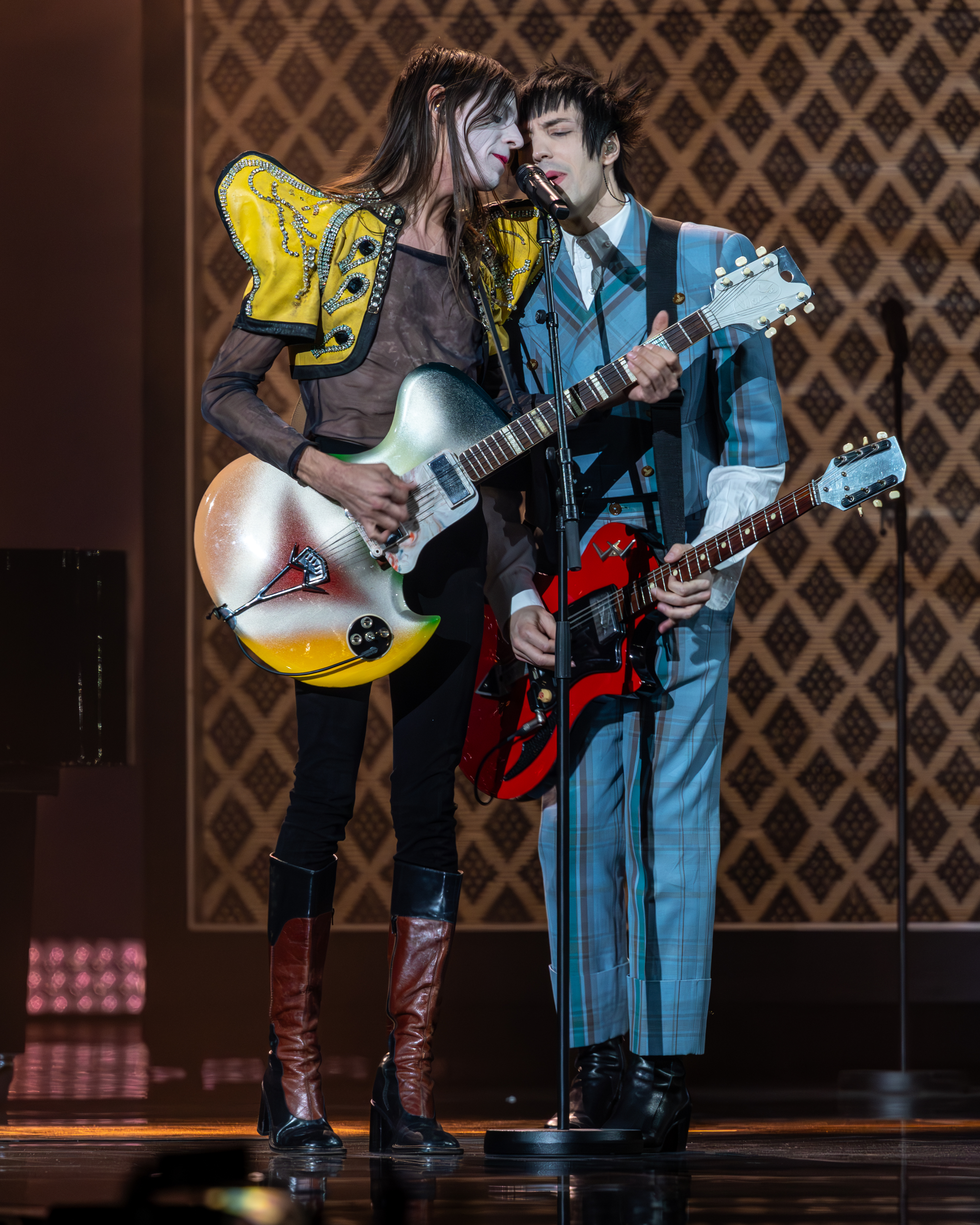
Lucio Corsi (vlevo) při vystoupení s písní „Volevo essere un duro“ na Eurovision Song Contest 2025

Na konci roku 2020 se Corsi pravidelně objevoval v televizním pořadu L'assedio, který na stanici Nove moderovala novinářka Daria Bignardi, kde vystupoval společně se svou kapelou. V roce 2021 se zúčastnil festivalu Premio Tenco, čímž se ve svých 28 letech stal jedním z nejmladších účastníků v jeho historii.
Dne 21. dubna 2023 vydal své třetí studiové album La gente che sogna, které produkoval jeho dlouholetý přítel a krajan Tommaso Ottomano – zároveň také režisér všech jeho hudebních videoklipů. Vydání alba následovalo letní turné. 17. června vystoupil jako předskokan legendární skupiny The Who na festivalu Firenze Rocks. Po úspěšném letním turné následovalo podzimní turné, které zahájil v říjnu koncertem v Brescii, kde také obdržel cenu Musica da Bere na stejnojmenném festivalu. Ve stejném měsíci byl oceněn také cenou MEI – Nejlepší nezávislý umělec roku na veletrhu Meeting delle Etichette Indipendenti ve Faenze.

### 2024–:Volevo essere un duroa Eurovize
12. listopadu 2024 vydal singl „Tu sei il mattino“, který se objevil na soundtracku třetí řady televizního seriálu Vita da Carlo od Carla Verdoneho. V seriálu si zahrál i malou roli sám sebe.
V únoru 2025 se s písní „Volevo essere un duro“ zúčastnil Festivalu Sanremo. Během čtvrtého večera věnovaného cover verzím vystoupil v duetu s loutkovou postavičkou Topo Gigio a společně zazpívali píseň „Nel blu, dipinto di blu“ od Domenica Modugna. Ve finálovém večeru skončil Corsi na druhém místě, zároveň ale obdržel Cenu kritiky Mia Martini (Premio della Critica). Později téhož měsíce jej italská veřejnoprávní televize RAI vybrala jako reprezentanta Itálie na Eurovision Song Contest 2025 v Basileji, poté co vítěz Sanrema, zpěvák Olly, svou účast na Eurovizi odmítl.
Jeho čtvrté studiové album Volevo essere un duro vyšlo 21. března 2025. Za album i stejnojmennou skladbu obdržel Corsi dvě prestižní plakety Tenco (Targhe Tenco).
V květnu se zúčastnil soutěže Eurovision Song Contest, do jehož finále byl jakožto zástupce jedné z tzv. Velké pětky automaticky kvalifikován. Během vystoupení, při kterém byl doprovázen Tommasem Ottomanem, hrál mimo jiné živě na foukací harmoniku, což bylo poprvé od roku 1998, kdy bylo na Eurovizi živě přímo při vystoupení hráno na hudební nástroj bez porušení pravidel (harmonika byla hrána přímo do mikrofonu). V soutěži nakonec obsadil páté místo se ziskem 256 bodů.

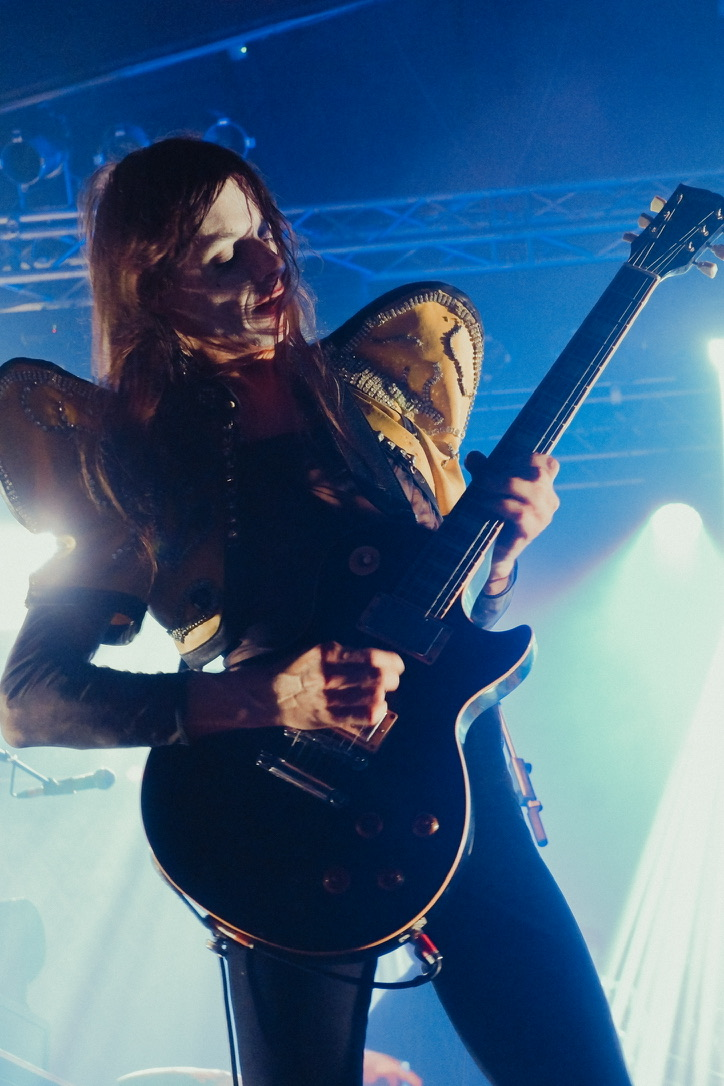
Corsi na festivalu v Boloni

## Diskografie

### Alba
- 2017: Bestiario musicale
- 2020: Cosa faremo da grandi?
- 2023: La gente che sogna
- 2025: Volevo essere un duro

### EP
- 2014: Vetulonia Dakar
- 2015: Altalena Boy

### Singly
- 2019: „Cosa faremo da grandi?“
- 2020: „Freccia Bianca“
- 2020: „Trieste“
- 2023: „Astronave giradisco/La bocca della verità“
- 2023: „Magia nera/Orme“
- 2023: „Radio Mayday“
- 2024: „Tu sei il mattino“
- 2025: „Sigarette“
- 2025: „Francis Delacroix“
- 2025: „Volevo essere un duro“
- 2025: „Situazione complicata“

## Filmografie
| Rok  | Název         | Role                 | Poznámky             |
| ---- | ------------- | -------------------- | -------------------- |
| 2024 | Vita da Carlo | Lucio Corsi (on sám) | 4 epizody (3. série) |